# Polymitia eximipalpella
Polymitia eximipalpella är en fjärilsart som först beskrevs av Aleksey Maksimovich Gerasimov 1930.  Polymitia eximipalpella ingår i släktet Polymitia och familjen styltmalar.
Artens utbredningsområde är:
- Afghanistan.
- Cypern.
- Iran.
- Irak.
- Israel.
- Jordan.
- Saudiarabien.
- Turkmenistan.
- Turkiet.
- Uzbekistan.

Inga underarter finns listade i Catalogue of Life.